# Casa Antònia Burés
La Casa Antònia Burés és un edifici modernista situat al carrer d'Ausiàs Marc, 42-46 del barri de la Dreta de l'Eixample de Barcelona, catalogat com a bé cultural d'interès local.

## Història
Antònia Burés i Borràs pertanyia a la tercera generació d'una nissaga de fabricants del Bages amb fàbriques a Sant Joan de Vilatorrada, Castellbell i el Vilar i, més tard, a Anglès, i estava casada amb l'industrial tèxtil Llogari Torrents i Serra, manresà com la seva esposa i propietari de la Colònia Antius al terme de Callús. El matrimoni vivia a Manresa, on el 1906 iniciarien la construcció
d'un gran casal a la plaça de Fius i Palà, conegut popularment com Ca La Buresa, sota la direcció de l'arquitecte manresà Ignasi Oms.
La casa va ser construïda entre 1903 i 1906, en un solar que el seu germà Francesc havia obtingut en una subhasta el 1863. Tot i que els plànols van ser signats per l'arquitecte sabadellenc Juli Batllevell i Arús (la família Burés defensa que el disseny va ser un regal de Gaudí per a ell), durant molt de temps ha estat atribuïda al contractista (que no mestre d'obres) Enric Pi i Cabañas. Tanmateix, no sembla que hi visquessin els propietaris, i ni tan sols hi havia la seu de la seva empresa cotonera. De fet, el local de la mà dreta va ser ocupat immediatament per l'empresa de tints i estampats de cotó Vídua i Fills de Carroggio, amb fàbrica a Sant Martí de Provençals.

## Arquitectura
L'edifici s'aixeca en una parcel·la poligonal, amb una planta rectangular on les dependències dels diversos pisos es desenvolupen al voltant d'un pati interior o celobert, on també es localitza la caixa d'escala. Presenta un alçat de cinc nivells (planta baixa, principal i tres pisos més) i es cobreix amb un terrat pla transitable.
Un dels elements sense cap mena de dubte més representatius de l'edifici és la decoració que presenta la façana en la planta baixa. Al centre d'aquest primer nivell es localitza la portalada d'accés a l'interior de l'edifici on la decoració es limita al motllurat dels muntants i al floró localitzat a sobre de la rosca de l'arc, al centre del qual es disposen dues lletres entrellaçades («A» i «B») que es corresponen amb les inicials de la promotora de la construcció, Antònia Burés.
Aquesta porta es troba flanquejada per dues obertures corresponents a espais comercials que es caracteritzen per presentar una decoració molt singular que la converteix en l'element identitari de l'edifici. Es tracta d'una doble obertura amb un brancal central que ha estat resolta decorativament com si fos un arbre. Així, el pilar és el tronc de l'arbre, la basa són les arrels que es claven al carrer i a la imposta es troba el naixement de les branques que es desenvolupen pel mur amb nombroses fulles que decoren al mateix temps el voladís de la galeria i el balcó de la planta principal. Els arbres de la façana també són objecte de polèmica. Tradicionalment s'ha dit que eren pins, per l'aparença de l'escorça, un punt de vista reforçat pel cognom del constructor, Enric Pi. D'altra banda, la família i alguns especialistes defensen que es tracta de moreres, tant per la morfologia de les fulles com per la relació simbòlica d'aquests arbres amb el sector tèxtil familiar, ja que les seves fulles són l'aliment bàsic dels cuc de seda.
La planta principal presenta un tractament diferenciat de la resta de nivells, donat que era el pis noble de la finca. Així, a diferència de la resta de pisos, presenta un balcó en voladís ondulat, de pedra i amb barana calada també de pedra, que es desenvolupa de banda a banda de la façana i que als extrems es converteix en una galeria tancada de formes corbes. Aquesta galeria funciona com a base per al balcó desenvolupat al primer pis en aquest eix vertical. Pel que fa a les obertures que donen al balcó, cal destacar la llinda amb motllura corba que es remata amb un coronament central vegetal que s'estén cap a la base del balcó del següent pis en una solució igual a la que es desenvolupa en la planta baixa.
Al primer pis, es manté la diferenciació d'un cos central amb balcó ondulant en voladís i barana de ferro que contrasta amb els laterals, amb barana de pedra calada. Les obertures d'aquest nivell segueixen la tipologia del pis inferior però s'introdueix una variació al coronament que substitueix l'ornamentació vegetal per un entaulament amb mènsules que sostenen el balcó del segon pis.
El segon pis manté els balcons de voladís sinuosos i la barana de ferro i recupera el coronament vegetal de la llinda de la finestra. Tot i que amb variacions, aquest model es manté al darrer pis, on cadascuna de les obertures queda emmarcada per un gran arc que conforma el coronament de l'edifici i a sota del qual es disposen les obertures de ventilació del terrat a la catalana, a excepció del tram central on trobem el bust esculpit d'un Sagrat Cor.
S'ha d'assenyalar el tractament dels paraments de la façana, construïda íntegrament en pedra, amb carreus desbastats que contrasten amb la pedra polida de les obertures i els balcons.
Pel que fa a l'interior de la finca, l'accés es realitza des de la portalada central anteriorment descrita, que dona pas a un vestíbul de dos trams separats per un arc de mig punt molt rebaixat i cobert amb una volta. Aquesta volta es troba revestida amb un arrebossat de tonalitat clara que permet ressaltar més els aplics de guix disposats a la imposta d'aquest. Es tracta d'una decoració vegetal amb fulls de color verd i flors vermelles a la banda inferior.
Aquest vestíbul dona pas al pati on es desenvolupa la caixa d'escala de la finca. Es tracta d'un espai rectangular, protegit per un basament ceràmic de tonalitat clara amb incrustacions florals i cobert per una claraboia que dona llum zenital a l'escala de veïns, la qual divideix el celobert en dos bandes. La disposició de l'escala al centre del pati i, molt especialment la configuració del replà de cada pis (amb dos habitatges per nivell) a manera de passarel·la, permet mantenir la diafanitat del celobert i sobretot assegurar la ventilació dels diferents nivells per igual. El centre de la caixa d'escala acull el mecanisme de funcionament de l'ascensor, una valuosa peça modernista de fusta amb vitralls de colors que es troba molt bé conservat i que està protegit per una tanca metàl·lica. Un altre dels elements que cal destacar és la porta de fusta d'estil modernista amb vitralls policroms de formes sinuoses, que dona accés a l'escala de veïns que repeteix el mateix models decoratiu de l'ascensor.